# Арабули, Бачана
Бачана Арабули (груз. ბაჩანა არაბული; род. 5 января 1994, Тбилиси) — грузинский футболист, нападающий австралийского клуба «Макартур» и сборной Грузии.

## Биография

### Клубная карьера
В начале карьеры числился в составе клуба «Сабуртало», но большую часть контракта провёл в арендах.
Весной 2013 года выступал за «Дилу», дебютный матч в чемпионате Грузии сыграл 30 марта 2013 года против «Зугдиди» (6:0), вышел на замену на 72-й минуте вместо Ираклия Модебадзе и за оставшееся время забил два гола. Всего в том сезоне сыграл 4 матча и забил 5 голов, и стал со своим клубом серебряным призёром чемпионата.
В 2014 году находился в аренде в испанском клубе «Алькоркон», но играл только за его резервную команду в четвёртом дивизионе. В дальнейшем снова выступал за «Дилу» (с которой стал чемпионом в сезоне 2014/15) и за «Цхинвали».
В 2015 году подписал контракт с тбилисским «Динамо», в сезоне 2015/16 стал чемпионом и обладателем Кубка Грузии, сыграв в лиге 20 матчей и забив два гола. В 2016 году выступал на правах аренды за «Самтредиа», с которым также выиграл чемпионский титул в коротком осеннем сезоне, забив 7 голов в 14 матчах. В 2017 году вернулся в «Динамо» и за пол-сезона забил 11 голов.
В июле 2017 года перешёл в венгерский клуб высшего дивизиона «Бальмазуйварош».

### Карьера в сборной
Выступал за юношеские и молодёжную сборные Грузии.
В национальной сборной дебютировал 23 января 2017 года в матче против Узбекистана.

## Достижения
- Чемпион Грузии (3): 2014/15, 2015/16, 2016
- Серебряный призёр чемпионата Грузии (2): 2012/13, 2017
- Обладатель Кубка Грузии: 2015/16
- Финалист Кубка Грузии: 2013/14
- Обладатель Суперкубка Грузии: 2015/16